# 오스트레일리아 육군의 여단 목록
다음은 오스트레일리아 육군의 여단 목록이다.

## 현재
- 제1여단
- 제3여단
- 제4여단
- 제5여단
- 제6전투지원여단
- 제7여단
- 제8여단
- 제9여단
- 제11여단
- 제13여단
- 제16항공여단
- 제17지원여단

## 제1차 세계 대전

### 경기마
- 제1경기마여단
- 제2경기마여단
- 제3경기마여단
- 제4경기마여단
- 제5경기마여단

### 보병
- 제1보병여단
- 제2보병여단
- 제3보병여단
- 제4보병여단
- 제5보병여단
- 제6보병여단
- 제7보병여단
- 제8보병여단
- 제9보병여단
- 제10보병여단
- 제11보병여단
- 제12보병여단
- 제13보병여단
- 제14보병여단
- 제15보병여단
- 제16보병여단
- 제17보병여단

## 제2차 세계 대전

### 기갑
- 제1기갑여단
- 제2기갑여단
- 제3육군전차여단
- 제4기갑여단
- 제6기갑여단

### 기병
- 제1기병여단
- 제2기병여단
- 제3기병여단
- 제4기병여단
- 제6기병여단

### 모터
- 제1모터여단
- 제2모터여단
- 제3모터여단
- 제4모터여단
- 제5모터여단
- 제6모터여단

### 보병
- 제1보병여단
- 제2보병여단
- 제3보병여단
- 제4보병여단
- 제5보병여단
- 제6보병여단
- 제7보병여단
- 제8보병여단
- 제9보병여단
- 제10보병여단
- 제11보병여단
- 제12보병여단
- 제13보병여단
- 제14보병여단
- 제15보병여단
- 제16보병여단
- 제17보병여단
- 제18보병여단
- 제19보병여단
- 제20보병여단
- 제21보병여단
- 제22보병여단
- 제23보병여단
- 제24보병여단
- 제25보병여단
- 제26보병여단
- 제27보병여단
- 제28보병여단
- 제29보병여단
- 제30보병여단
- 제31보병여단
- 제32보병여단
- 제33보병여단
- 제34여단[1]

### 지원
- 제1지원단

### 주둔지
- 제1주둔지여단
- 제2주둔지여단
- 제3주둔지여단
- 제5주둔지여단

### 훈련
- 제1훈련여단
- 제2사단 보병훈련여단
- 제4훈련여단
- 제6훈련여단
- 제7훈련여단
- 제9훈련여단

## 포병

### 대항공기포병
- 제1대항공기여단

### 야전포병
1917년 1월에 호주군은 포대의 갯수를 6개로 늘리면서 사단별 야전포병여단의 수를 2개로 줄였다. 사단 이상의 제대에 소속하는 독립포대에 공성포, 중(中/重)박격포와 같은 특화된 병기가 배치되면서 혼성제대로 편성되었다.
- 제1야전포병여단 (제1사단 1여단); 1914년 8월 ~ 1918년 11월[3]
  - 제1야전포병포대
  - 제2야전포병포대
  - 제3야전포병포대
  - 제101야전포병포대 (곡사포)
  - 제1여단 탄약종대
- 제2야전포병여단 (제1사단 포병대); 1914년 8월 ~ 1918년 11월[4]
  - 제4야전포병포대
  - 제5야전포병포대
  - 제6야전포병포대
  - 제102야전포병포대 (곡사포)
  - 제2여단 탄약종대
- 제3야전포병여단 (제1사단 포병대 (이후, 야전군); 1914년 10월 ~ 1917년 1월[5]
  - 제7야전포병포대
  - 제8야전포병포대
  - 제9야전포병포대
  - 제103야전포병포대 (곡사포)
  - 제3여단 탄약종대
- 제4야전포병여단 (제2사단 포병대); 1915년 9월 23일 ~ 1919년 11월?[6]
  - 제10야전포병포대
  - 제11야전포병포대
  - 제12야전포병포대
  - 제104야전포병포대 (곡사포)
  - 제4여단 탄약종대
- 제5야전포병여단 (제2사단 포병대); 1915년 9월 ~ 1918년 11월[7]
  - 제13야전포병포대
  - 제14야전포병포대
  - 제15야전포병포대
  - 제105야전포병포대 (곡사포)
  - 제5여단 탄약종대
- 제6야전포병여단 (VIC) (제2사단 6여단, 이후 군단 포병대); 1915년 10월 19일 ~ 1917년 1월 20일[8]
  - 제6야전포병포대
  - 제17야전포병포대
  - 제18야전포병포대
  - 제106야전포병포대 (곡사포)
  - 제6여단 탄약종대
- 제7야전포병여단 (제3사단 포병대); 1916년 3월 17일 ~ 1918년 11월 11일[9]
  - 제25야전포병포대
  - 제26야전포병포대
  - 제27야전포병포대
  - 제107야전포병포대 (곡사포)
  - 제7여단 탄약종대
- 제8야전포병여단 (VIC) (제3사단 포병대)[10]
  - 제29야전포병포대
  - 제30야전포병포대
  - 제31야전포병포대
  - 제108야전포병포대 (곡사포)
  - 제8여단 탄약종대
- 제9야전포병여단 (제3사단 포병대); 1916년 연초 ~ 1917년 1월 20일[11]
  - 제33야전포병포대
  - 제34야전포병포대
  - 제35야전포병포대
  - 제118야전포병대 (곡사포)
  - 제9여단 탄약종대
- 제10야전포병여단 (제4사단 포병대); 1916년 2월 ~ 1918년 11월 11일[12]
  - 제37야전포병포대
  - 제38야전포병포대
  - 제39야전포병포대
  - 제110야전포병대 (곡사포)
  - 제10여단 탄약종대
- 제11야전포병여단 (제4사단 포병대); 1916년 2월 ~ 1918년 11월 11일[13]
  - 제41야전포병포대
  - 제42야전포병포대
  - 제43야전포병포대
  - 제111야전포병포대 (곡사포)
  - 제11여단 탄약종대
- 제12야전포병여단 (제4사단 포병대); 1916년 2월 ~ 1917년 1월 20일[14]
  - 제45야전포병포대
  - 제46야전포병포대
  - 제47야전포병포대
  - 제101야전포병포대 (곡사포)
  - 제119야전포병포대 (곡사포)
  - 제12여단 탄약종대
- 제13야전포병여단 (제5사단 포병대); 1916년 2월 ~ 1917년 1월 20일[15]
  - 제49야전포병포대
  - 제50야전포병포대
  - 제51야전포병포대
  - 제113야전포병포대 (곡사포)
  - 제13여단 탄약종대
- 제14야전포병여단 (제5사단 포병대); 1916년 2월 ~ 1917년 1월 20일[16]
  - 제53야전포병포대
  - 제54야전포병포대
  - 제55야전포병포대
  - 제114야전포병포대 (곡사포)
  - 제14여단 탄약종대
- 제15야전포병여단 (제5사단 포병대); 1916년 2월 ~ 1917년 1월 20일[17]
  - 제57야전포병포대
  - 제58야전포병포대
  - 제59야전포병포대
  - 제15여단 탄약종대
- 제21야전포병여단 (곡사포) (제1사단 포병대); 1916년 3월 ~ 1917년 1월[18]
- 제22야전포병여단 (곡사포) (제2사단 포병대); 1916년 3월 ~ 1917년 1월[19]
- 제23야전포병여단 (곡사포) (제3사단 포병대); 1916년 3월 ~ 1917년 1월[20][21]
- 제24야전포병여단 (곡사포) (제4사단 포병대); 1916년 3월 ~ 1917년 1월[22]
- 제25야전포병여단 (곡사포) (제5사단 포병대); 1916년 3월 ~ 1917년 1월[23]
- 오스트레일리아 예비포병여단(영어판)

### 중(中)포병
- 제1미디움여단
- 제2미디움여단

### 중(重)포병
- 제1헤비여단
- 제2헤비여단
- 제3헤비여단
- 제5헤비여단
- 제6헤비여단
- 제7헤비여단

## 베트남 전쟁
- 제1오스트레일리아 태스크포스

## 같이 보기
- 오스트레일리아의 사단 목록 (제1차 세계 대전)
- 오스트레일리아의 사단 목록 (제2차 세계 대전)
- 오스트레일리아의 연대 목록

## 참고
1. ↑  영연방 점령군 소속, 이후 제1여단으로 개명됨.
2. ↑  “Field Artillery Brigades” (영어). Virtual War Memorial Australia. 2020년 12월 6일에 확인함.
3. ↑  “1st Field Artillery Brigade” (영어). Virtual War Memorial Australia. 2020년 12월 6일에 확인함.
4. ↑  “2nd Field Artillery Brigade” (영어). Virtual War Memorial Australia. 2020년 12월 6일에 확인함.
5. ↑  “3rd Field Artillery Brigade” (영어). Virtual War Memorial Australia. 2020년 12월 6일에 확인함.
6. ↑  “4th Field Artillery Brigade” (영어). Virtual War Memorial Australia. 2020년 12월 6일에 확인함.
7. ↑  “5th Field Artillery Brigade” (영어). Virtual War Memorial Australia. 2020년 12월 6일에 확인함.
8. ↑  “6th Field Artillery 여단 (VIC)” (영어). Virtual War Memorial Australia. 2020년 12월 6일에 확인함.
9. ↑  “7th Field Artillery Brigade” (영어). Virtual War Memorial Australia. 2020년 12월 6일에 확인함.
10. ↑  “8th Field Artillery 여단 (VIC)” (영어). Virtual War Memorial Australia. 2020년 12월 6일에 확인함.
11. ↑  “9th Field Artillery Brigade” (영어). Virtual War Memorial Australia. 2020년 12월 6일에 확인함.
12. ↑  “10th Field Artillery Brigade” (영어). Virtual War Memorial Australia. 2020년 12월 6일에 확인함.
13. ↑  “11th Field Artillery Brigade” (영어). Virtual War Memorial Australia. 2020년 12월 6일에 확인함.
14. ↑  “12th Australian Field Artillery Brigade” (영어). Virtual War Memorial Australia. 2020년 12월 6일에 확인함.
15. ↑  “13th Field Artillery Brigade” (영어). Virtual War Memorial Australia. 2020년 12월 6일에 확인함.
16. ↑  “14th Field Artillery Brigade” (영어). Virtual War Memorial Australia. 2020년 12월 6일에 확인함.
17. ↑  “15th Field Artillery Brigade” (영어). Virtual War Memorial Australia. 2020년 12월 6일에 확인함.
18. ↑  “21st Field Artillery Brigade” (영어). Virtual War Memorial Australia. 2019년 4월 6일에 원본 문서에서 보존된 문서. 2020년 12월 6일에 확인함.
19. ↑  “22th Field Artillery (Howitzer)” (영어). Virtual War Memorial Australia. 2020년 12월 6일에 확인함.
20. ↑  “23rd Field Artillery (Howitzer) Brigade” (영어). Virtual War Memorial Australia. 2020년 12월 6일에 확인함.
21. ↑  “23rd Field Artillery 여단 (disbanded Jan 1917)” (영어). Virtual War Memorial Australia. 2020년 12월 6일에 확인함.
22. ↑  “24th Field Artillery (Howitzer)” (영어). Virtual War Memorial Australia. 2020년 12월 6일에 확인함.
23. ↑  “25th Field Artillery Brigade” (영어). Virtual War Memorial Australia. 2020년 12월 6일에 확인함.